# BESM (rodzina komputerów)
BESM (ros. БЭСМ – Большая Электронно-Счётная Машина, Bolszaja Elektronno-Szczotnaja Maszina – Duża Elektroniczna Maszyna Licząca) – nazwa serii sowieckich komputerów typu mainframe skonstruowanych w latach 50. i 60. XX w. w Akademii Nauk ZSRR pod kierunkiem akademika Siergieja Lebiediewa. Seria komputerów BESM zaczęła się jako następca komputerów MESM (Małaja Elektronno-Szczotnaja Maszina, Mała Elektroniczna Maszyna Licząca). Komputery MESM były konstruowane w latach 1948–1951 i były jednymi z pierwszych elektronicznych komputerów zbudowanych w kontynentalnej Europie.

## Modele
Seria komputerów BESM składała się z 6 modeli.

### BESM-1
BESM-1, oryginalnie zwany po prostu BESM lub BESM AN (BESM Akademii Nauk) został zbudowany w 1952 r.. Skonstruowano tylko jeden komputer BESM-1. Korzystał on z około 5 tys. lamp elektronowych. W momencie oddania do użytku był to najszybszy komputer w Europie. Liczby zmiennoprzecinkowe były kodowane jako 39-bitowe słowa maszynowe – 32 bity dla cyrf znaczących, jeden bit dla znaku (dodatnie lub ujemne) i 1 + 5 bitów dla wykładnika potęgi. Ten komputer był w stanie działać na liczbach z zakresu 10-9–1010. BESM-1 miał 1024 słowa pamięci o dostępie swobodnym (RAM) bazujące na pamięci ferrytowej i 1024 słowa pamięci tylko do odczytu korzystającej z diód półprzewodnikowych. Posiadał także zewnętrzną pamięć masową – 4 jednostki taśmy magnetycznej po 30 000 słów każda i szybki dysk pamięci bębnowej ze zdolnością przechowywania 5120 słów i szybkością dostępu 800 słów na sekundę. Ten komputer działał z prędkością 8–10 kFlopów. Zużycie energii wynosiło około 30 kW z wyłączeniem energii potrzebnej na system chłodzący.

### BESM-2
BESM-2 także korzystał z lamp elektronowych.

### BESM-3M i BESM-4
BESM-3M i BESM-4 korzystały z tranzystorów. Ich architektura była podobna do komputerów z serii M20 i M-220. Rozmiar słowa wynosił 45 bitów. Stworzono 30 komputerów typu BESM-4. BESM-4 wykorzystano do stworzenia pierwszej w historii animacji komputerowej. Prototypy obydwu modeli były stworzone w latach 1962–1963, a serię zaczęto produkować w 1964.
EPSILON, język makro z własnościami wysokiego poziomu, wliczając stringi i listy, opracowany przez Andreya Ershova w Nowosybirsku w 1967 r. był użyty, by zaimplementować ALGOL 68 na komputerach M-220.

### BESM-6

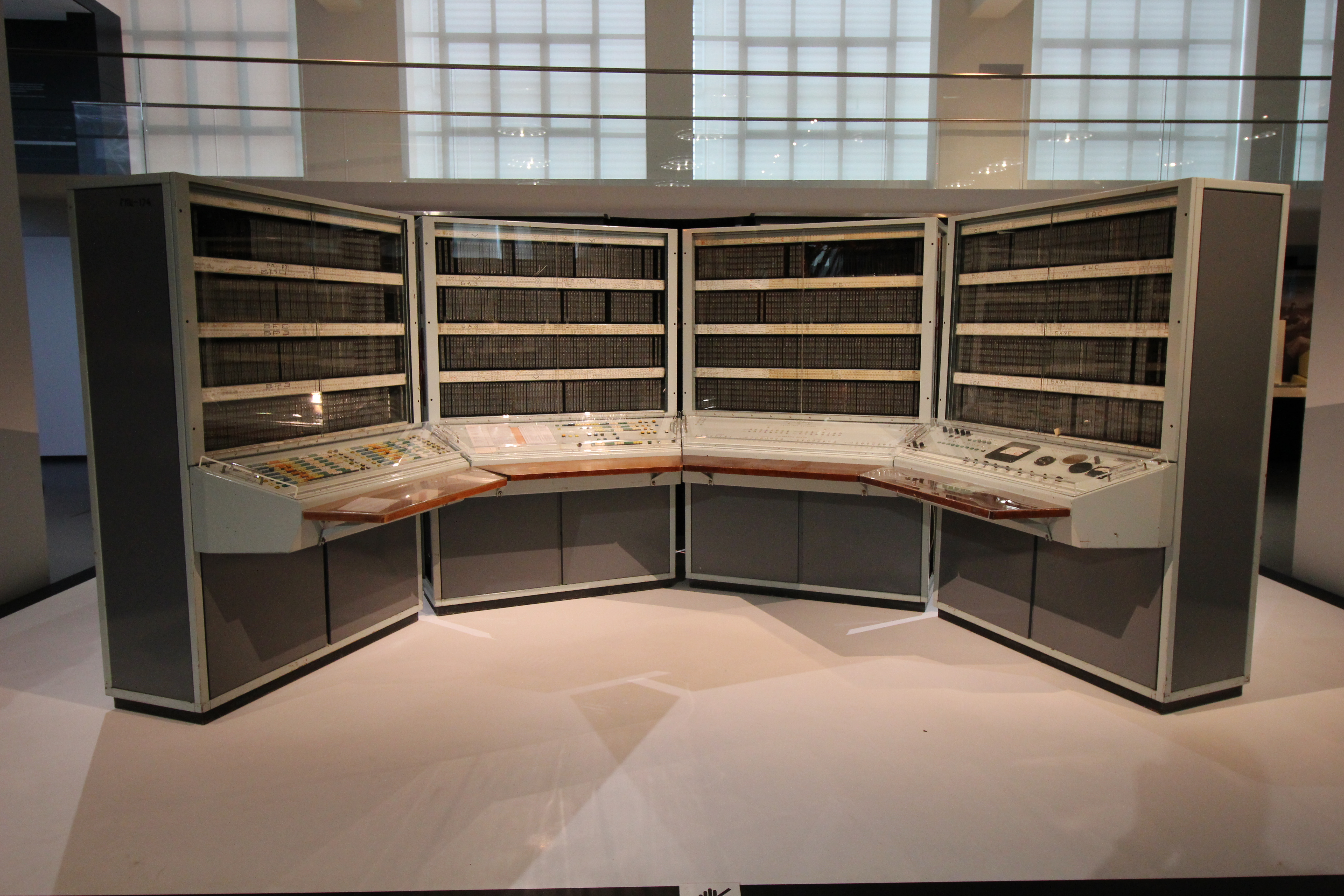
BESM-6 w Muzeum Nauki w Londynie

BESM-6 był najbardziej znanym i wpływowym komputerem z serii, zaprojektowanym w Instytucie Precyzyjnej Mechaniki i Inżynierii Komputerowej imienia Lebiediewa. Prace zakończono w 1965 r. Produkcja wystartowała w 1968 r. i była kontynuowana przez następne 19 lat.

## Zobacz także
- MESM
- Siergiej Lebiediew
- Lew Koroliow